# Distrito de Carhuapampa
El distrito de Carhuapampa es uno de los diez distritos de la provincia de Ocros del departamento de Áncash, bajo la administración del Gobierno regional de Ancash, en el Perú. Limita por norte con el distrito de Acas y con el distrito de San Cristóbal de Raján; por el sur con el río Pativilca; por el oeste con el distrito de Acas; y por el este con la provincia de Cajatambo. Fue creado por Ley N.º 9392 del 30 de septiembre de 1941 por el presidente constitucional de la República Manuel Prado Ugarteche.

## Historia
Lleva el nombre de Carhuapampa porque en el lugar donde se asentó la población después del terremoto estaba lleno de flores amarillas. El nombre Carhupampa proviene de la composición de dos nombres: Carhua de carhuash, que significa color amarillo por las plantas de flores amarillas que pueblan el lugar y Pampa que significa plano, porque el lugar elegido se caracteriza por ser plano, creando su capital en el pueblo de Aco, en sus inicios conformaban los centros poblados de Huanri, Pimachi, Aco y MAyush, posteriormente se reubicaron debido a los cultivos que tenían en las zonas bajas como en la capital Aco y los centros poblados Pimachi y en Mayush. 
Carhuapampa antiguamente perteneció al distrito de Acas y a la provincia de Bolognesi, actualmente conforma la provincia de Ocros.

## Geografía
Geográficamente corresponde: Latitud(10° 21′ 00″), Longitud (77° 11′ 46″).
Cuenta una extensión superficial de 109.78 km². Está a una altitud de 2,228 metros sobre el nivel del mar.

### Límites
Es importante señalar que, después de 1941, se han creado otros distritos y, por lo tanto, han sido modificados los límites, ahora son otros (revisar la Creación de Llipa, San Cristóbal de Raján y Santiago de Chilcas).
- Por el norte y noreste limita con el distrito de San Cristóbal de Raján y el distrito de Copa de la provincia de Cajatambo del departamento de Lima.
- Por el este y sureste limita con el distrito de Huancapón y Manás de la provincia de Cajatambo del departamento de Lima.
- Por el sur y suroeste limita con el distrito de Manás y el distrito de Ámbar, ambos distritos de la provincia de Lima y el distrito de Acas.

## Centros poblados
Está conformado por Aco, Pimachi y Mayush.

### Aco
Aco de Carhuapampa, capital del distrito de Carhuapampa, dedicado principalmente a la fruticultura, predominando el cultivo de durazno, también cultivan paltos, manzanas, chirimoya.

### Pimachi
Es un pueblo considerado actualmente como centro poblado del distrito Carhuapampa de la provincia de Ocros. Sembrando cebada, maíz, calabaza y entre otras.
Es un pueblo fruticultor por sus condiciones ecológicas favorables. Hoy en día se cultiva el melocotón (durazno) y el cultivo de palta en menor escala. Su riego de estas plantaciones es por gravedad y su repartición del agua es en forma proporcional de cada uno de los pobladores pimachinos.

### Mayush
Anexo y vía de ingreso para las comunidades campesinas de Aco y Pimachi.
Clima cálido, propicio para las frutas como el mango, naranjas, paltos, también se puede cultivar maíz y yuca.

## Autoridades

### Municipales
- 2011-2014[1]
  - Alcalde: Gilber Cornelio Santos, del Partido Alianza para el Progreso (APEP).
  - Regidores: Celestino Loli Leonardo (APEP), Ebel Eulogio Gavino Caldas (APEP), Lenin Mifflin Narcizo Espinoza (APEP), Marina Villegas Inoñan (APEP), Marcelino Gremios Marzano (Movimiento regional independiente Cuenta Conmigo).
- 2007-2010: 
  - Alcalde: Artemio Norberto Robles De La Cruz.

## Economía
- Se ha tecnificado el cultivo del melocotón siendo la principal fuente de ingreso para la población del lugar y entre las variedades están el Blanquillo (melocotón de excelente sabor utilizado como patrón principal para los injertos).

- Okinawa es una variedad reconocida de sabor similar al blanquillo pero de pulpa más jugosa y de agradable sabor, el cual también es usado como patrón para los injertos.

- Huayco es una variedad mejorada por los agricultores de este distrito basándose en injertos, es de mayor calidad y de mayor producción.

- En la actualidad se ha logrado crear dos variedades de este producto, el huayco crema y el huayco naranja.

## Turismo y cultura

### Lugares atractivos turísticos
- La Iglesia de Aco
- La Iglesia de Pimachi
- La Plaza de Armas
- El Local Comunal

## Festividades
- Año Nuevo, 1 de enero
- Semana Santa, marzo-abril
- Día de la Madre, 2.º domingo de mayo
- Día del Padre, 3.er domingo de junio
- Día de la Independencia del Perú, 28 de julio
- Fiesta Patronal en honor a Santo Domingo de Guzmán, 2 al 7 de agosto
- Aniversario de Creación Política, 30 de septiembre
- Navidad, 25 de diciembre

## Artes, música y danza
- Sus artes son: Artesanía (textilería): Elaboración de ponchos, frazadas, alforjas, fajas, bayetas y llicllas utilizando materiales del lugar como hilo de lana.

- El huayno y tiene una Banda Selección "Pimachi" (Ocros).
- Danza típica: Los diablitos.

## Fauna y flora
| Flora                            | Fauna                             | Zona                 |
| -------------------------------- | --------------------------------- | -------------------- |
| chilca, Marco                    | cóndor, zorro, vizcacha, picaflor | Aco, Pimachi         |
| Saúco, aliso, eucalipto, ortiga  | zorzal, taruca, gorrión           | Aco, Piamchi         |
| chilca, Marco, molle             | Perdiz, paloma, gato montés       | Aco, Pimachi         |
| Ciprés, maguey, suce, capuli     | torcaza, loro, cuculi             | Pimachi, Aco, Mayush |
| Mito, yerba santa, cacto, ortiga | culebra, erizo, comadreja, búho   | Mayush, Aco, Pimachi |

## Vías de comunicación

### Carretera
- Lima-Barranca, Pativilca, LLamachupán, Cahua, Mayush, Aco
- Huaraz, Conococha, Oncoy, Ocros, Huanchay, LLamachupán, Cahua, Mayush, Aco, Pimachi.
- Telecomunicaciones: cuenta con teléfono, Internet y televisión.

## Gastronomía
- Son platos de peruanidad de los carhuapampinos, que se conservan hasta hoy, que se brinda en los diversos platos en las fiestas religiosas patronales, Aniversario,  fiestas familiares (bautismo, kitañaque, techado de casa, matrimonio) y en las tareas comunales (rodeo, relimpia de acequias, caminos):

| Carnes                            | Platos           | Postres               | Bebidas        |
| --------------------------------- | ---------------- | --------------------- | -------------- |
| Picante de cuy                    | Pari caldo       | Mazamorra de calabaza | Chicha de jora |
| Chicharrón                        | Humita, tamal    | Arroz con leche       | Ron            |
| Charqui                           | Carapulca        | Huatia                | Calientito     |
| Caldo de cabeza, caldo de gallina | Locro de zapallo | Mazamorra morada      | -              |
| Pachamanca                        | Caski, chupe     | Mazamorra de calabaza | -              |